# ماریلین کوپر
ماریلین کوپر (انگلیسی: Marilyn Cooper; ۱۴ دسامبر ۱۹۳۴ – ۲۲ آوریل ۲۰۰۹) بازیگر اهل ایالات متحده آمریکا بود. وی بین سال‌های ۱۹۵۶ تا ۲۰۰۰ میلادی فعالیت می‌کرد.
از فیلم‌ها یا برنامه‌های تلویزیونی که وی در آن نقش داشته‌است می‌توان به بازماندگان اشاره کرد.